# Lorica manica

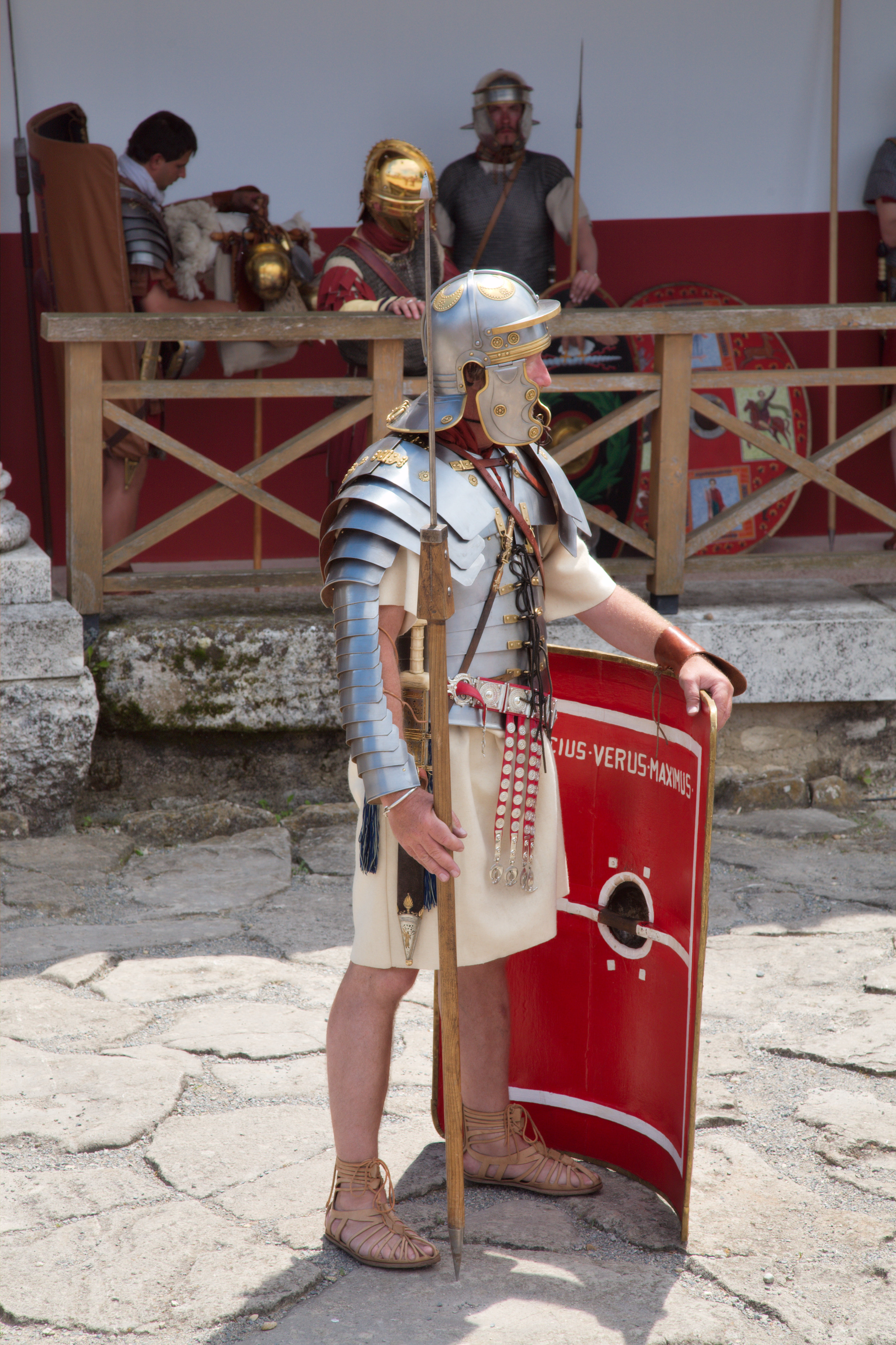
Lorica Manica na pravé ruce

Lorica Manica (pancíř ruky) byla jedním z dodatečných prvků římské ochranné zbroje limitovaně užívaná zhruba mezi 2.–5. stoletím a také jako vybavení římských gladiátorů.

## Vzhled a historie
Lorica Manica bylo brnění, které chránilo pravou ruku, tedy ruku, kterou legionář držel meč. Plátová ochrana rukou a nohou existovala již dlouhá staletí před tím, než ji do svého vojska zavedli Římané v helénistických a íránských armádách. Původně se používal pouze u gladiátorů, v římské armádě bylo této ochrany pravděpodobně poprvé ve velkém použito během Trajánových dáckých válek spolu s křížovým zesílením přilby Galea. Spekuluje se, že šlo o odezvu na slavný obouruční dácký meč Falx (srp), proti kterému byly nezesílené přilby a nechráněné části těla velmi zranitelné. Existují nicméně reliéfy příslušníků římské armády sloužících na Rýně, kde je pásová zbroj na rukou zobrazena už v době před Trajánovými výpravami proti Dákům, čímž padá často propagovaná (ale jistě mylná) domněnka, že tento doplněk zbroje byl vyvinut specificky kvůli dáckým zbraním. Lorica Manica se vyráběla na stejném principu, jako pancíř lorica segmentata. Byl složen z do sebe zapadajících kovových plátů uchycených na koženém podkladu. Po dáckých válkách se nadále používala a existují i nálezy fragmentů v Británii. U římské pěchoty se zjevně používala jako občasné, dodatačné vylepšení ochrany minimálně do 3. století a coby součást ochranné zbroje Římské těžké jízdy je bezpečně doložena až do 5. století.